# متنفسات (مفصليات)

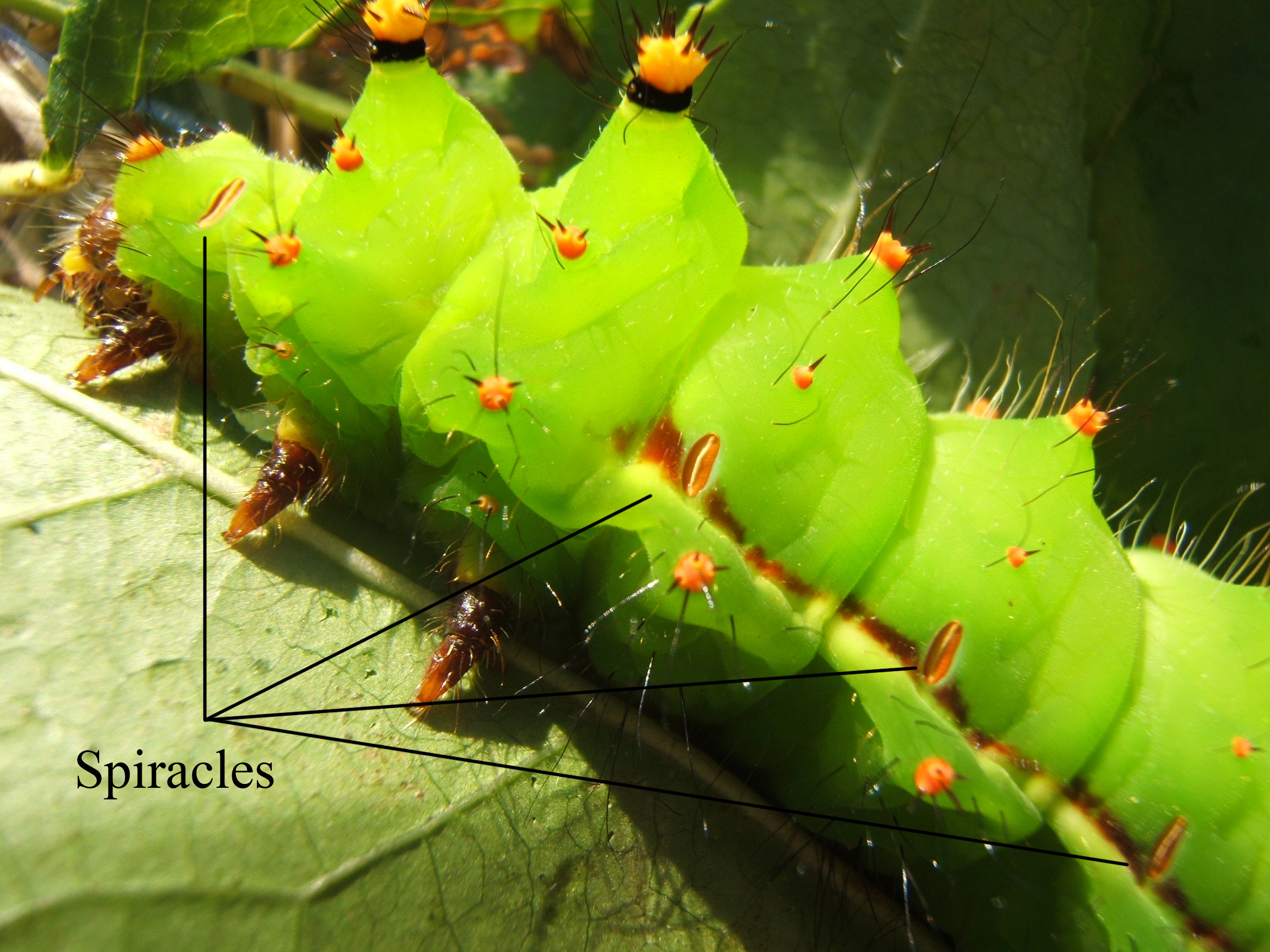
يرقات عثة القمر الهندي (Actias selene) وتظهر المتنفسات.

إن المتنفسات هي فتحة في الهياكل الخارجية للحشرات وبعض العناكب المشتقة للسماح للهواء بدخول القصبة الهوائية. في الجهاز التنفسي للحشرات، تقوم أنابيب القصبة الهوائية في المقام الأول بتوصيل الأكسجين مباشرة إلى أنسجة الحيوانات. يمكن فتح وإغلاق المتنفسات بطريقة فعالة لتقليل فقد الماء. يتم ذلك عن طريق انقباض العضلات المحيطة بالمتنفس. ولكي تفتح، ترتخي العضلة. يتم التحكم في العضلات القريبة من خلال الجهاز العصبي المركزي، ولكن يمكن أن تتفاعل أيضًا مع المحفزات الكيميائية الموضعية. العديد من الحشرات المائية لها طرق إغلاق مماثلة أو بديلة لمنع الماء من دخول القصبة الهوائية. يمكن أن يؤثر توقيت ومدة عمليات إغلاق المواد الدوارة على معدلات التنفس في الكائن الحي. يمكن أيضًا أن تحاط المتنفسات بالشعر لتقليل حركة الهواء السائبة حول الفتحة، وبالتالي تقليل فقدان الماء.